# Badehütte

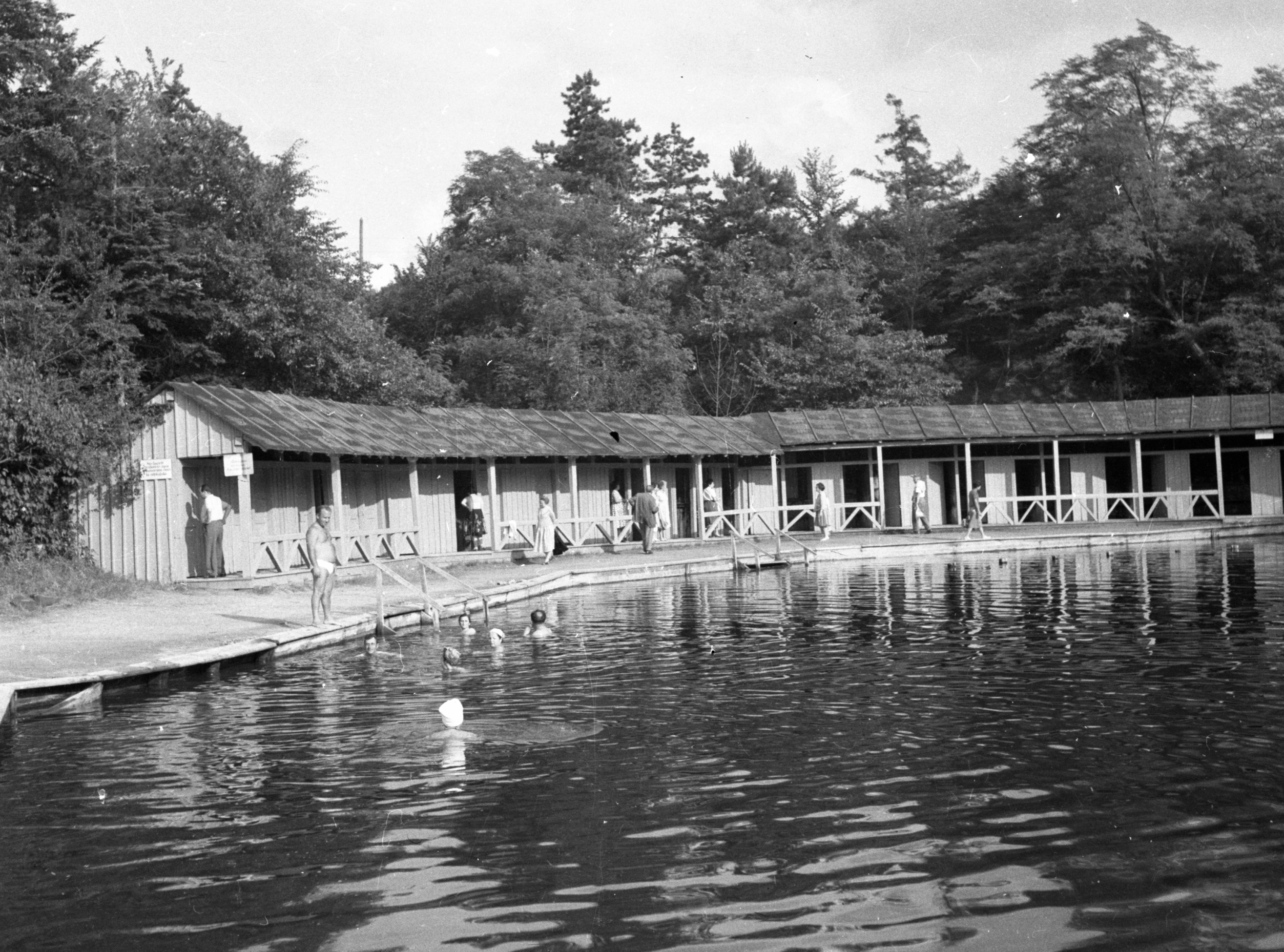
Umkleidekabinen an einem Gewässer

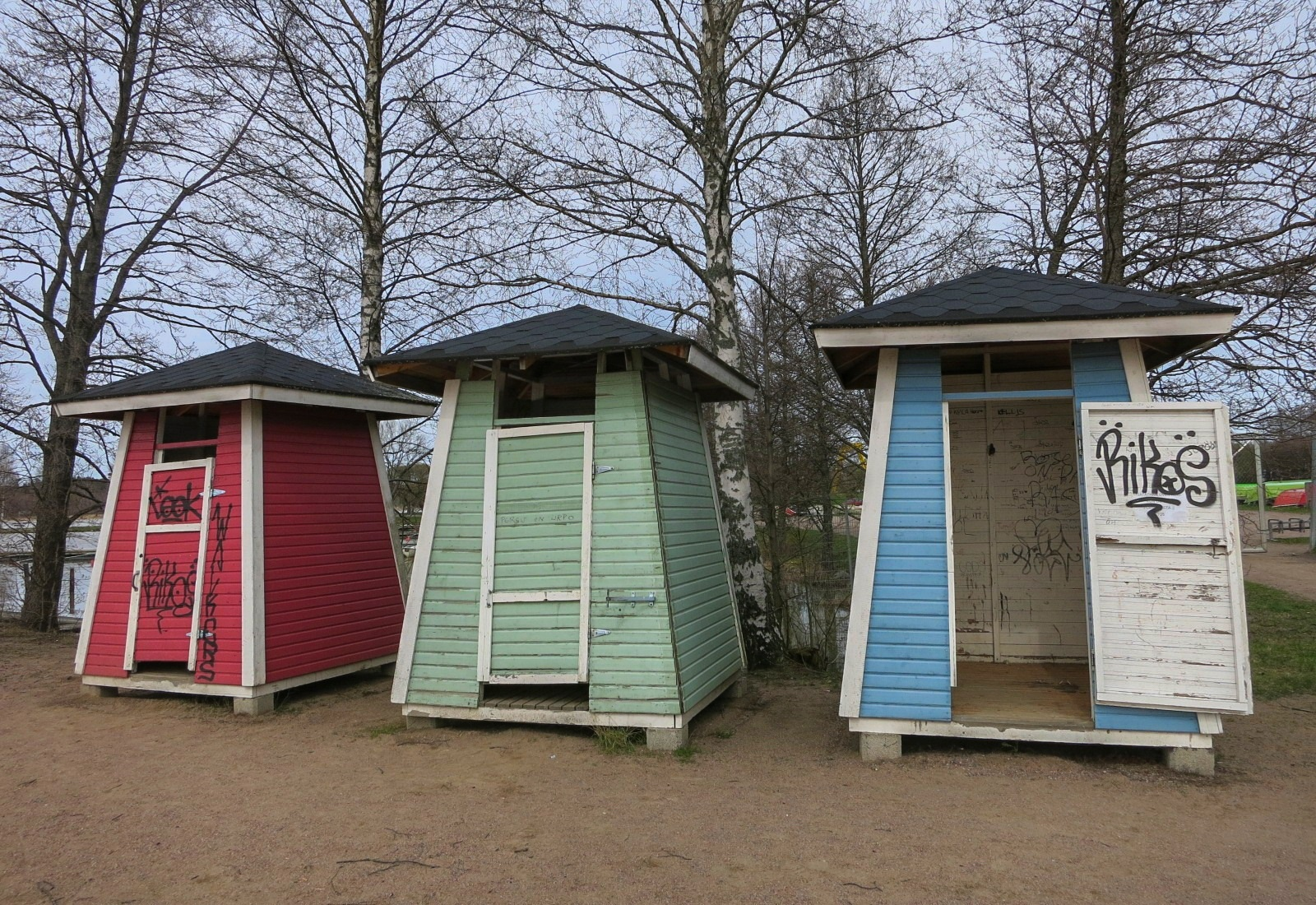
Umkleidekabinen an einem See in Finnland

Eine Badhütte oder Badehütte ist eine kleine, oft rustikale Hütte oder ein Gebäude, das in der Nähe von Gewässern wie Seen, Flüssen oder Stränden errichtet wird. Sie dient Badegästen als Umkleidekabine, Schutzraum oder Aufbewahrungsort für Kleidung und persönliche Gegenstände, die zum Baden oder Schwimmen ins Wasser gehen. Badhütten sind besonders in Gebieten mit gut frequentierten Badeplätzen oder Naturstränden anzutreffen und werden von Badegästen genutzt, um sich vor oder nach dem Bad zu entspannen, umzukleiden oder ihre Sachen sicher abzustellen.
Traditionell bestehen Badhütten aus einfachen Materialien wie Holz oder Stein und haben eine funktionale Gestaltung. Sie sind in der Regel mit grundlegenden Annehmlichkeiten ausgestattet, wie Bänken, Regalen oder Haken für die Aufbewahrung von Kleidung und Handtüchern. In manchen Fällen verfügen sie auch über einfache Duschen, Umkleideräume oder Toiletten, um den Komfort der Badegäste zu erhöhen. Die Größe und Ausstattung von Badhütten können je nach Standort und Bedarf variieren, wobei größere Anlagen oft als Badehäuser mit zusätzlichen Einrichtungen wie Saunen oder Cafés ausgebaut sind.
Im historischen Kontext waren Badhütten oft mit dem Aufkommen von Badekultur und touristischen Entwicklungen verbunden, insbesondere im 19. Jahrhundert. Während dieser Zeit wurden sie als Teil von Kurbädern oder Badeanstalten errichtet, die den gesellschaftlichen Status und das Wohlbefinden der Gäste betonen sollten. Heute sind Badhütten weniger luxuriös, aber immer noch ein fester Bestandteil vieler Strände und Badestellen, sowohl in ländlichen als auch in städtischen Gebieten. Sie ermöglichen es den Badegästen, ihre Privatsphäre zu wahren und sich nach dem Schwimmen schnell und bequem umzukleiden.